# Mikael Torpegaard
Mikael Torpegaard (* 8. Mai 1994 in Gentofte Kommune) ist ein dänischer Tennisspieler.

## Karriere

### Collegetennis
Mikael Torpegaard, der bereits auf der Juniortour sehr erfolgreich Tennis spielte – kombiniertes Höchstranking war Platz 25 – und 2012 an allen Junior-Grand-Slam-Turnieren teilnahm, entschied sich für ein Studium an der Ohio State University. Dort spielt er auch seit 2014 College Tennis für die Ohio State Buckeyes. Er konnte bereits einige Erfolge im College Tennis verbuchen. Mit der Collegemannschaft sicherte er sich den Titel bei den Big Ten Men’s Tennis Tournament 2016. Bei den NCAA Division I Tennis Championships schaffte er den Einzug ins Finale, scheiterte jedoch an Mackenzie McDonald mit 3:6, 3:6. Im November desselben Jahres stieß er erneut bei den ITA National Intercollegiate Indoor Championships erneut bis ins Finale vor und verlor dieses gegen Michael Redlicki.

### Profitour
Auf der Profitour spielte Torpegaard zunächst nur Turniere auf der drittklassigen ITF Future Tour, auf der er bisher zwei Einzel- und sechs Doppeltitel gewann. Durch seine Erfolge im College Tennis erhielt Torpegaard 2016 eine Wildcard für den Challenger in Columbus. Bei seinem ersten Auftritt auf der Challenger Tour spielte er sich direkt bis ins Finale, das er gegen den damaligen Weltranglisten-97. Benjamin Becker in drei Sätzen gewann. An diesen Erfolg konnte er nicht mehr anknüpfen und erreichte nur noch ein Viertelfinale auf der Challenger Tour. Im Doppel schaffte er bislang drei Halbfinaleinzüge. Sowohl im Einzel als auch im Doppel schaffte er noch nicht den Einzug in die Top 300 der Weltrangliste. Seine beste Einzelplatzierung war ein 310. Rang, im Doppel ein 360. Rang. Aufgrund seines Studiums kann er nicht an vielen Profiturnieren teilnehmen und beendete das Jahr 2017 im Einzel auf Platz 729.
2014 debütierte Torpegaard gegen Zypern für die dänische Davis-Cup-Mannschaft. Im Folgejahr wurde er erneut nominiert und spielte beide Einzel gegen die spanischen Topspieler Rafael Nadal und David Ferrer. Insgesamt hat Torpegaard eine Einzelbilanz von 3:3.

## Erfolge
| Legende (Anzahl der Siege)  |
| Grand Slam                  |
| ATP World Tour Finals       |
| ATP World Tour Masters 1000 |
| ATP World Tour 500          |
| ATP World Tour 250          |
| ATP Challenger Tour (4)     |

### Einzel

#### Turniersiege
| Nr. | Datum              | Turnier      | Belag         | Finalgegner     | Ergebnis      |
| --- | ------------------ | ------------ | ------------- | --------------- | ------------- |
| 1.  | 25. September 2016 | Columbus (1) | Hartplatz (i) | Benjamin Becker | 6:4, 1:6, 6:2 |
| 2.  | 16. Juni 2019      | Columbus (2) | Hartplatz     | Nam Ji-sung     | 6:1, 7:5      |
| 3.  | 16. Februar 2020   | Cleveland    | Hartplatz (i) | Yōsuke Watanuki | 6:3, 1:6, 6:1 |

### Doppel

#### Turniersiege
| Nr. | Datum           | Turnier  | Belag         | Partner         | Finalgegner                      | Ergebnis         |
| --- | --------------- | -------- | ------------- | --------------- | -------------------------------- | ---------------- |
| 1.  | 29. Januar 2022 | Columbus | Hartplatz (i) | Tennys Sandgren | Luca Margaroli Yasutaka Uchiyama | 5:7, 6:4, [10:5] |